# Al-Amin (Syria)
Al-Amin – miejscowość w Syrii, w muhafazie Ar-Rakka, w dystrykcie Tall Abjad. W 2004 roku liczyła 2949 mieszkańców.